# Bronnforst
Bronnforst ist ein Wohnplatz der Gemeinde Waldstetten im Ostalbkreis in Baden-Württemberg.

## Beschreibung
Der Ort mit einer Hausnummer liegt im Südwesten von Waldstetten und ist von dessen Bebauung nicht mehr getrennt.
Naturräumlich liegt der Ort im Rehgebirge, welches zum Vorland der östlichen Schwäbischen Alb zählt. Der Untergrund besteht aus der Opalinuston-Formation.

## Geschichte
Bronnforst wird seit 1809 als Wohnplatz genannt.